# عصور قديمة متأخرة

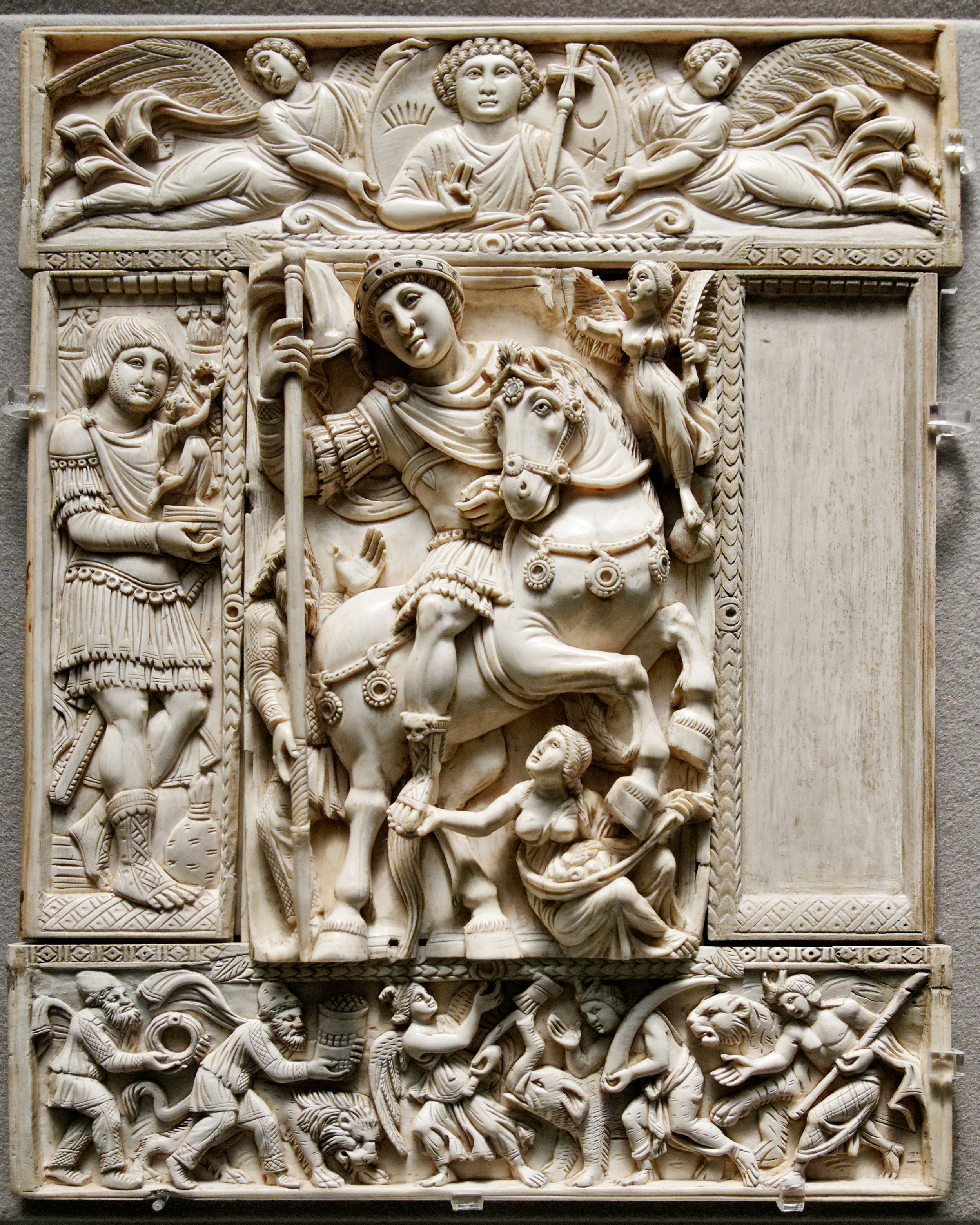

العصور القديمة المتأخرة هي حقبة استخدمها المؤرخون لوصف فترة الانتقال من العصور القديمة الكلاسيكية إلى العصور الوسطى في أوروبا القارية ومنطقة البحر المتوسط والشرق الأدنى. اعتمد المؤرخ بيتر براون تعميم هذه الحقبة في اللغة الإنجليزية عمومًا، بعد نشر عمله الإبداعي «عالم العصور القديمة المتأخرة» (1971). الحدود الدقيقة للفترة هي مسألة نقاش مستمرة، لكن براون اقترح فترة بين القرنين الثالث والثامن الميلادي. عمومًا، يمكن القول إنها تبدأ من نهاية أزمة القرن الثالث الذي انهارت فيه الإمبراطورية الرومانية (235 - 284) حتى فتوحات المسلمين المبكرة في الشرق في منتصف القرن السابع. في الغرب، كانت النهاية في وقت سابق، مع بداية العصور الوسطى المبكرة التي وقعت عادةً في القرن السادس أو في وقت سابق على حواف الإمبراطورية الرومانية الغربية.
مرت الإمبراطورية الرومانية بتغييرات اجتماعية وثقافية وتنظيمية كبيرة بدءًا من حُكم ديوكلتيانوس، الذي بدأ عُرْف تقسيم الإمبراطورية إلى نصفين شرقي وغربي يحكمهما أباطرة متعددون. بدايةً من قسطنطين العظيم، أصبحت المسيحية دينًا شرعيًا في الإمبراطورية، وتأسست عاصمة جديدة في القسطنطينية. أدت هجرات القبائل الألمانية إلى عرقلة الحكم الروماني من أواخر القرن الرابع فصاعدًا، وبلغ ذروته بالانهيار النهائي للإمبراطورية في الغرب عام 476، وحلّ محله ما يسمى الممالك البربرية. شكّل الاندماج الثقافي -الناتج عن التقاليد اليونانية الرومانية والألمانية والمسيحية- أسس الثقافة الأوروبية اللاحقة.

## المصطلح
استخدم المؤرخون الناطقون بالألمانية مصطلح «العصور القديمة المتأخرة» منذ تعميمه من قبل ألويس ريغل في أوائل القرن العشرين. انتشر المصطلح جزئيًا في اللغة الإنجليزية بفضل كتابات بيتر براون، صاحب دراسة «عالم العصور القديمة المتأخرة» (1971) التي نقَّحت وجهة نظر غيبون حول الثقافة الكلاسيكية القديمة والرجعية، لصالح فترة نابضة بالحياة من التجديدات والبدايات، وقدم كتاب «تكوين العصور القديمة المتأخرة» نموذجًا جديدًا لفهم التغيرات في الثقافة الغربية في تلك الفترة من أجل تحدي «تكوين العصور الوسطى» للسير ريتشارد ساذرن.
أكد الكُتاب على الاستمرارية بين الإمبراطورية الرومانية اللاحقة، التي أعاد تنظيمها دقلديانوس (284 - 305)، والعصور الوسطى المبكرة، إذ رغبوا في التأكيد على أن بذور ثقافة العصور الوسطى كانت تتطور بالفعل في الإمبراطورية المسيحية، وأنها استمرت في القيام بذلك في الإمبراطورية الرومانية الشرقية أو الإمبراطورية البيزنطية حتى مجيء الإسلام. في الوقت نفسه، رأت بعض القبائل الألمانية المهاجرة، مثل: القوط الشرقيين والقوط الغربيين إدامة التقاليد «الرومانية». بينما يشير استخدام «العصور القديمة المتأخرة» إلى استمرار الأولويات الاجتماعية والثقافية للعصور الكلاسيكية القديمة في جميع أنحاء أوروبا في العصور الوسطى، يؤكد استخدام «العصور الوسطى المبكرة» أو «البيزنطية المبكرة» على الانفصال عن الماضي الكلاسيكي، واهتم مصطلح «فترة الهجرة» بالتخفيف من حدة الاضطرابات التي حدثت في الإمبراطورية الرومانية الغربية السابقة والناتجة عن إنشاء الممالك الألمانية داخل حدودها بدءًا من القوط في آكيتانيا في عام 418.
أصبح الانخفاض العام للسكان والمعرفة التكنولوجية ومستويات المعيشة في أوروبا أثناء هذه الفترة مثالًا نموذجيًا على الانهيار المجتمعي لكُتاب عصر النهضة. نتيجة لهذا الانخفاض والندرة النسبية للسجلات التاريخية من أوروبا على وجه الخصوص، أُشير إلى الفترة الممتدة من أوائل القرن الخامس تقريبًا حتى عصر النهضة الكارولنجية (أو العصر اللاحق) باسم «العصور المظلمة». أُهمل استخدام هذا المصطلح في الغالب بصفته اسمًا لعصر تاريخي، واستُخدم مصطلح «العصور القديمة المتأخرة» بدلاً منه في حقبة الإمبراطورية الرومانية الغربية المتأخرة والإمبراطورية البيزنطية المبكرة والعصور الوسطى المبكرة.

## المدن
كانت الإمبراطورية الرومانية اللاحقة عبارة عن شبكة من المدن. يعمل علم الآثار اليوم كمكمل للمصادر الأدبية لتوثيق التحول الذي تبعه انهيار المدن في حوض البحر الأبيض المتوسط. تتمثل اثنين من أعراض التدهور- أو مثلما يفضل أن يدعوها العديد من المؤرخين «التحول»-  في التقسيم، وخاصة المساحات الشاسعة في كل من المنازل الرومانية والبازيليكا العامة، وفي التجاوز، إذ تغزو محلات الحرفيين الطريق العام وهو تحول نتج عنه السوق. تمثل المدافن داخل المناطق الحضرية مرحلة أخرى من تدهور الانضباط الحضري التقليدي، الذي تلاشى أمام جاذبية الأضرحة والآثار القديمة. في بريطانيا الرومانية، يبدو أن الطبقة النموذجية للأرض المظلمة من القرن الرابع والخامس داخل المدن، تكونت نتيجة لزيادة البستنة في المساحات الحضرية السابقة. تضاءل عدد سكان مدينة روما من 800,000 نسمة في بداية الفترة الزمنية إلى 30,000 بحلول نهاية نفس الفترة، وهو الانحدار الأكثر حدة والذي تزامن مع كسر القنوات الرومانية خلال الحرب القوطية. حدث انحدار مماثل ولكنه أقل وضوح في عدد سكان المناطق الحضرية في وقت لاحق في القسطنطينية، التي كان عدد السكان يزداد فيها حتى تفشي الطاعون في عام 541. كان هناك انخفاض عام في عدد السكان في أوروبا أيضًا. بشكل عام، كانت فترة العصور القديمة المتأخرة مصحوبة بانخفاض عام في عدد السكان في جميع أنحاء أوروبا تقريبًا، والعودة إلى اقتصاد الكفاف.
في الوقت نفسه، كان استمرار الإمبراطورية الرومانية الشرقية في القسطنطينية، يعني أن نقطة التحول للشرق اليوناني قد جاءت في وقت لاحق من القرن السابع عشر مع تمركز الإمبراطورية الرومانية الشرقية أو الإمبراطورية البيزنطية حول البلقان وشمال إفريقيا (مصر وقرطاج) وآسيا الصغرى. تشكل درجة ومدى الانقطاع في المدن الصغيرة للشرق اليوناني موضوع تخطيطي بين المؤرخين. إن الاستمرارية الحضرية للقسطنطينية هي المثال البارز لعالم البحر الأبيض المتوسط، من المدينتين الكبريين الأقل مرتبة، أنطاكية التي دُمرت بسبب النهب الفارسي (542 فصاعدًا) ثم تلاه الطاعون جستنيان (542 فصاعدًا) انتهاء بالزلزال، في حين نجت الإسكندرية من تحولها الإسلامي لتعاني انخفاضًا تدريجيًا لصالح القاهرة في فترة العصور الوسطى.
أعاد جستنيان بناء مسقط رأسه إليريكم الإمبراطورية باسم جستينيانا بريما، في إشارة إلى الهيمنة أكثر من كونها ضرورة حضرية، وهناك «مدينة» أخرى اشتهرت بتأسيسها بحسب مبادئ بروكوبيوس فوق مبان جستنيان، تحديدًا في المكان الذي وصل إليه الجنرال بيليساريوس إلى شاطئ شمال إفريقيا، مكان النبع المعجزة الذي انبثق ليعطيهم المياه مما جعل سكان الريف يتخلون بسرعة عن محاريثهم ليعيشوا حياة متحضرة داخل الجداران الجديدة مما أضفى على المشروع مذاقًا من اللاواقعية.
في البر الرئيسي لليونان، هجر سكان إسبرطة وأرغوس وكورينث مدنهم إلى مواقع محصنة في مرتفعات قريبة، مرتفعات الأكروكورنث المحصنة وهي نموذج عن المواقع الحضرية البيزنطية في اليونان. في إيطاليا، بدأ السكان الذين تجمعوا في الطرق الرومانية بالانسحاب منها، كطرق محتملة للاختراق، وأعادوا بناءها بشكل ضيق حول نتوء أو صخور معزولة ومحصنة، ويلاحظ كاميرون حركة مماثلة للسكان في البلقان، «حيث انكمشت المراكز المأهولة وأعادت تآلفها حول أكروبوليس يمكن الدفاع عنه، أو تُخلي عنها لصالح هذه المواقع في أماكن أخرى».

## الدين
أحد أهم التحولات في العصور القديمة المتأخرة هو تشكّل الأديان الإبراهيمية وتطورها: المسيحية واليهودية الربانية والإسلام أخيرًا.
إحدى العلامات البارزة في صعود المسيحية هي اعتناق الإمبراطور قسطنطين الكبير (306 - 337) في عام 312 للمسيحية كما ادعى مادحه المسيحي يوسابيوس القيصري، على الرغم من أن صدق اعتناقه كان موضع نقاش. أكد قسطنطين شرعية الدين من خلال ما يسمى مرسوم ميلانو في عام 313، الصادر بالاشتراك مع منافسه في الشرق، ليسينيوس (308 - 324). بحلول أواخر القرن الرابع، جعل الإمبراطور ثيودوسيوس الكبير المسيحية دين الدولة، وبذلك تبدل العالم الروماني الكلاسيكي، الذي وصفه بيتر براون بأنه «محفوف بالعديد من الأرواح الإلهية».
كان قسطنطين الأول شخصية رئيسة في العديد من الأحداث المهمة في التاريخ المسيحي، إذ عقد أول مجلس مسكوني للأساقفة في نيقية في عام 325 وحضره، ودعم بناء الكنائس والملاجئ، مثل: كنيسة القبر المقدس في القدس، وشارك بنفسه في قضايا، مثل: توقيت قيامة المسيح وعلاقته بعيد الفصح. 
أصبح ميلاد الرهبانية المسيحية في صحارى مصر في القرن الثالث -التي كانت تُمارس في البداية خارج السلطة الأسقفية للكنيسة- ناجحًا إلى درجة أنه بحلول القرن الثامن، تغلغل في الكنيسة وأصبح الممارسة المسيحية الأساسية. لم تكن الرهبانية هي الحركة المسيحية الجديدة الوحيدة التي ظهرت في العصور القديمة المتأخرة، على الرغم من كونها ذات التأثير الأكبر. تشمل الحركات الأخرى البارزة لممارساتهم غير التقليدية: رعاة الغنم ورجال الدين الذين أكلوا العشب فقط وربطوا أنفسهم بالسلاسل، وحركة الحمقى الدينية، التي عدّت التصرف مثل الحمقى أمرًا أكثر إلهية، والحركة العمودية حيث عاش أحد الممارسين على قمة يبلغ ارتفاعها 50 قدمًا مدة 40 عامًا.

## الأدب
في مجال الأدب، تشتهر العصور القديمة المتأخرة بانخفاض استخدام اليونانية الكلاسيكية واللاتينية، وصعود الثقافات الأدبية السريانية والأرمينية والجورجية والإثيوبية والعربية والقبطية. يمة تحول في الأسلوب الأدبي، مع تفضيل الأعمال الموسوعية بأسلوب كثيف ملموس يتألف الأدب من ملخصات الأعمال السابقة (مقتطفات وملخصات) ترتدي غالبًا زيًا استعاريًا مفصلًا (على سبيل المثال، [زواج عطارد وعلم فقه اللغة] لمارتيانوس كابيلا ودي أرثميتيكا ودي ميوزيكا ودي كونسوليشن فيلسوفيتي بوثيوس، وكانت الأعمال الرئيسة للمؤلفين الآخرين عن التعليم في العصور الوسطى). شهد القرنان الرابع والخامس أيضًا انطلاقًا في الأدب المسيحي، كالكُتاب اليونانيين، مثل: يوسابيوس القيصري وباسيل القيصري وغريغوريوس نازيانزس وجون كريسوستوم، وكتاب لاتينيين، مثل: أمبروز من مدينة ميلان وجيروم وأوغسطين من هيبو وهم الممثلون الأكثر شهرة. من ناحية أخرى، تمكن مؤلفون -مثل أميانيس مارسيلينس (القرن الرابع) وبروكوبيوس القيسراني (القرن السادس)- من الحفاظ على عادة التأريخ الكلاسيكي.

### الشعر
شمل الشعراء اليونانيون في فترة العصور القديمة المتأخرة: أنطونيوس ليبراليس وكوينتس سميرنيوس ونونوس والملحن رومانوس وبول السيلنتيريوسي.
شمل الشعراء اللاتينيون: أوسونيوس وبولينوس أوف نولا وكلوديان وروتيليليوس نماتيانوس وأورينتيوس وسيدونيوس أبوليناريس وكوريبوس وآراتور.
شمل الشعراء اليهود: ياناي وإليزار بن كيلير ويوس بن يوس.